# 23443 Kikwaya
23443 Kikwaya este un asteroid din centura principală de asteroizi.

## Descriere
23443 Kikwaya este un asteroid din centura principală de asteroizi. A fost descoperit pe 4 octombrie 1986 la Stația Anderson Mesa de Edward L. G. Bowell. Asteroidul prezintă o orbită caracterizată de o semiaxă mare de 2,57 ua, o excentricitate de 0,13 și o înclinație de 14,9° în raport cu ecliptica.